# Dolní Hbity
Dolní Hbity (německy Unter Chbit, v místním nářečí Dolnohbity) jsou obec v okrese Příbram ve Středočeském kraji, asi 12 km východně od Příbrami. Žije zde 919 obyvatel.

## Historie
První písemná zmínka o obci pochází z roku 1325, kdy český král Jan Lucemburský prodával kamýcké lovčí lesy a přilehlými vesnicemi panu Heřmanovi z Miličína.
V Dolních Hbitech se udržuje pověst o tom, že český král Karel IV. v těchto místech na lovu zabloudil a protože zde chybil, nechal zde postavit kapličku a toto místo nazval Chybity. I když je tato historka zřejmě nepravdivá, existuje zde jedna zajímavost. Král Karel IV., za doby své vlády osobně jmenoval třikrát kněze pro dolnohbitskou faru. Tento doložený fakt je v našich dějinách ojedinělý a znamená to, že musel mít ke zdejšímu kraji určitý vztah.[zdroj?]

## Obyvatelstvo
| Rok            | 1869  | 1880  | 1890  | 1900  | 1910  | 1921  | 1930  | 1950  | 1961  | 1970  | 1980 | 1991 | 2001 | 2011 | 2021 |
| -------------- | ----- | ----- | ----- | ----- | ----- | ----- | ----- | ----- | ----- | ----- | ---- | ---- | ---- | ---- | ---- |
| Počet obyvatel | 1 642 | 1 772 | 1 746 | 1 715 | 1 652 | 1 556 | 1 421 | 1 103 | 1 054 | 1 019 | 946  | 852  | 823  | 848  | 905  |
| Počet domů     | 234   | 247   | 255   | 277   | 276   | 283   | 286   | 296   | 277   | 275   | 253  | 320  | 332  | 367  | 419  |

## Obecní správa

### Části obce
- Dolní Hbity (k. ú. Dolní Hbity)
- Horní Líšnice (k. ú. Nepřejov)
- Jelence (k. ú. Jelence)
- Káciň (k. ú. Káciň)
- Kaliště (k. ú. Nepřejov)
- Luhy (k. ú. Luhy)
- Nepřejov (k. ú. Nepřejov)
- Třtí (k. ú. Třtí)

Součástí obce je také základní sídelní jednotka Chvojná. K obci patří také Brodce, Horní Třtí, Jalovčí, Lipiny, Narošovy, Podkáciňský Mlýn, Smrčí, U Šimánků a Žlíbky.
Sousedními obcemi sídla jsou Obory, Milín, Solenice, Smolotely, Zduchovice, Kamýk nad Vltavou, Jablonná a Višňová.

### Územněsprávní začlenění
Dějiny územněsprávního začleňování zahrnují období od roku 1850 do současnosti. V chronologickém přehledu je uvedena územně administrativní příslušnost obce v roce, kdy ke změně došlo:
- 1850 země česká, kraj Praha, politický i soudní okres Příbram[6]
- 1855 země česká, kraj Praha, soudní okres Příbram
- 1868 země česká, politický i soudní okres Příbram
- 1869 země česká, politický i soudní okres Příbram, obec Hbity[7]
- 1880 země česká, politický i soudní okres Příbram[7]
- 1939 země česká, Oberlandrat Tábor, politický i soudní okres Příbram[8]
- 1942 země česká, Oberlandrat Praha, politický i soudní okres Příbram[9]
- 1945 země česká, správní i soudní okres Příbram[10]
- 1949 Pražský kraj, okres Příbram[11]
- 1960 Středočeský kraj, okres Příbram
- 2003 Středočeský kraj, okres Příbram, obec s rozšířenou působností Příbram

### Obecní symboly
Znak a vlajka byly obci uděleny rozhodnutím předsedy Poslanecké sněmovny Parlamentu České republiky dne 19. listopadu 2009.

## Společnost

### Rok 1932
V obci Dolní Hbity (225 obyvatel, poštovní úřad, telefonní úřad, telegrafní úřad, četnická stanice, katol. kostel) byly v roce 1932 evidovány tyto živnosti a obchody: lékař, cihelna, 3 hostince, kapelník, kolář, obchod s kůží, 2 mlýny, 2 obuvníci, porodní asistentka, 2 rolníci, 3 řezníci, 2 obchody se smíšeným zbožím, Spořitelní a záložní spolek pro farní osadu Dolno-Hbitskou, obchod se střižním zbožím, švadlena, trafika, 2 truhláři.
V obci Luhy (přísl. Třtí, 450 obyvatel, samostatná obec se později stala součástí Dolních Hbitů) byly v roce 1932 evidovány tyto živnosti a obchody: cihelna, 3 hostince, kovář, krejčí, 2 žulové lomy, mlýn, obuvník, obchod s lahvovým pivem, punčochář, 7 rolníků, 6 obchodů se smíšeným zbožím, 2 trafiky, 2 trhovci.
V obci Nepřejov (přísl. Horní Líšnice, Kaliště, 318 obyvatel, samostatná obec se později stala součástí Dolních Hbitů) byly v roce 1932 evidovány tyto živnosti a obchody: 2 hostince, kolář, krejčí, 2 mlýny, pila, 2 obchody s lahvovým pivem, 13 rolníků, 2 obchody se smíšeným zbožím, trafika.

## Pamětihodnosti
- Kostel sv. Jana Křtitele
- Socha sv. Jana Nepomuckého
- Dolnohbitský maďal – památný strom u morového kříže proti kostelu
- Další památné stromy v místních částech Luhy a Nepřejov

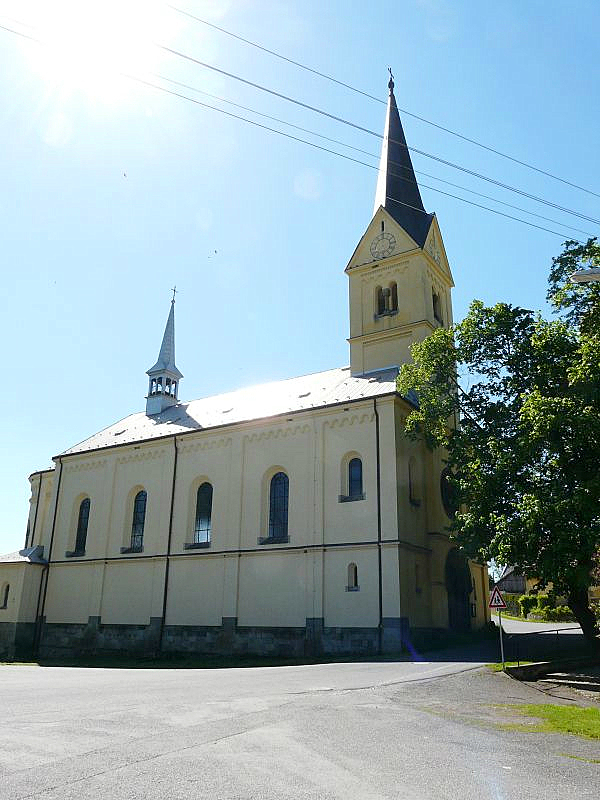
Kostel od restaurace

### Památník padlým vojínům v první světové válce
Již v roce 1920 byly v dolnohbitském kostele umístěny dvě mramorové desky, na kterých jsou vyryta jména občanů přímo z Dolních Hbit a z okolních vesnic, kteří zahynuli na bojištích první světové války v letech 1914–1918. V roce 1936 byl přímo v centru obce postaven kamenný pomník, na kterém jsou připevněny kovové desky se seznamy 67 jmen padlých podle jednotlivých obcí.
Dolní Hbity – 13 osob, Luhy – 10 osob, Větrov – 9 osob, Jablonná – 9 osob, Horní Hbity – 8 osob, Káciň – 7 osob, Jelence – 5 osob, Líšnice – 4 osoby, Nepřejov – 2 osoby.

Ve spodní části pomníku je dodatek: „Památce našich kamarádů věnují příslušníci polního pluku č. 102.“

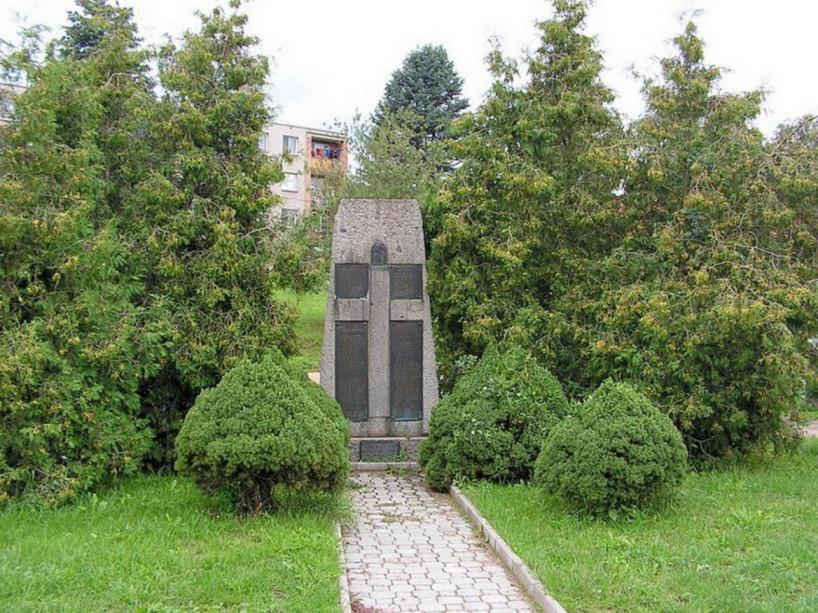
Padlí vojíni

### Socha sv. Jana Nepomuckého
Původní socha sv. Jana Nepomuckého byla vyrobena v roce 1903 v Rožmitále pod Třemšínem a postavena přímo na návsi. Nestála však na kamenném podstavci, okolo bylo pouze dřevěné oplocení. V roce 1942 bylo rozhodnuto provést její generální opravu. Plán na pomník dodal architekt Petr Flenyko z Prahy, kámen byl dodán z lomu patřícího katolické církvi, jednotlivé kvádry zhotovil Jaroslav Kříž ze Zduchovic, vlastní stavbu z kamenných bloků provedli Josef Chmelař, Rudolf Vavřina a Alois Burian z Dolních Hbit, Josef Hampejs a Jaroslav Kříž ze Zduchovic. Opravu sochy a její nový nátěr provedl Antonín Kulíšek z Příbrami. Dne 19. října 1942 byla socha za přítomnosti velkého množství lidí znovu vysvěcena. V roce 1969, kdy byla v obci prováděna regulace protékajícího potoka, došlo k navýšení části návsi kde socha stojí, proto se oproti původní snížila celková výše kamenného podstavce asi o 1,5 m.

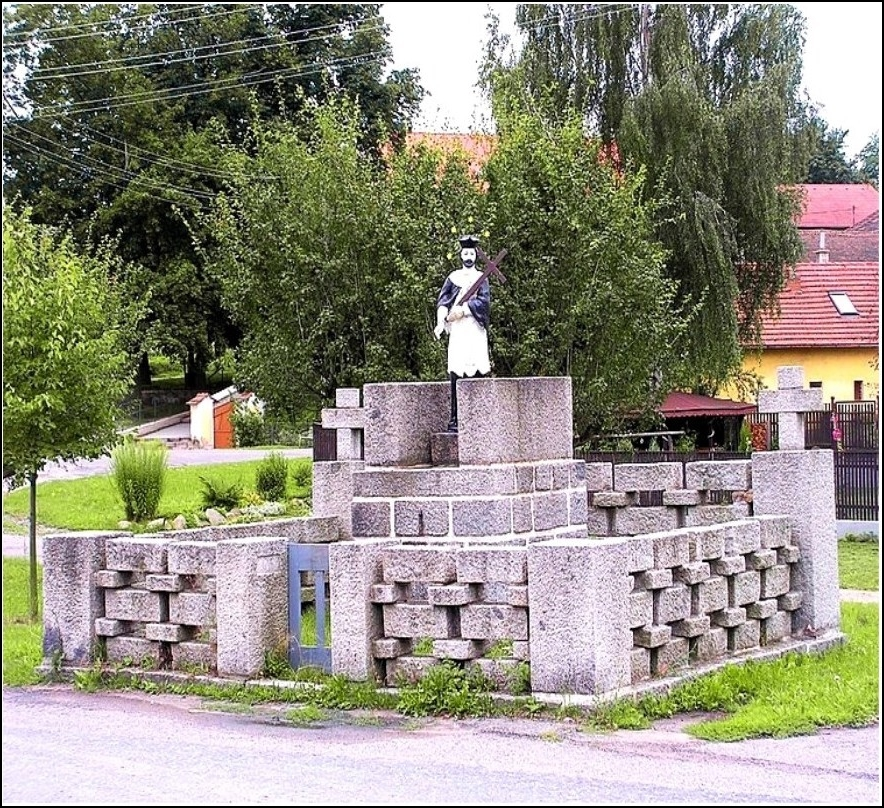
Socha sv. Jana Nepomuckého

## Škola
Dolní Hbity se jako jedna z mála vesnic středního Povltaví může pochlubit tím, že zde stojí jedna z nejstarších škol na okrese Příbram.
Ve staré kronice se píše, že první škola zde byla zřízena v roce 1783 nebo 1789. Před tímto rokem se vyučovalo různě v domech zdejších usedlíků. Nová škola byla nejprve jednotřídní, ale v roce 1828 je již zmíněna jako škola dvoutřídní. Další zápis v kronice pak popisuje podobu školy. Počet žáků navštěvujících zdejší školu rok od roku rostl a tak v roce 1882 hovoří již o pěti třídách.

Současná školní budova byla vystavěna v roce 1883. Dne 5. března roku 1881 se konala veřejná dražba na stavbu budovy. Přihlásilo se celkem 6 podnikatelů. Nejnižší byla nabídka Josefa Vopičky ze Svatého Pole, který školu postavil za 14 900 zlatých. Už 19. dubna 1881 byl položen základní kámen a v roce 1883 se začalo vyučovat. Počet dětí v prvním školním roce byl 366 a vyučovalo se v 5 třídách. V roce 1966 došlo k velké úpravě školy, bylo vybudováno sociální zařízení, vyměněna okna a celý objekt byl opatřen novou kameninovou omítkou. V roce 1979 byla při škole zřízena školní družina. Ve druhé polovině 90. let byla vybudována přímo v budově školy nová školní jídelna a byla provedena rozsáhlá přístavba pro další prostory potřebné pro vyučování. Rekonstruováno bylo také vytápění celého objektu.

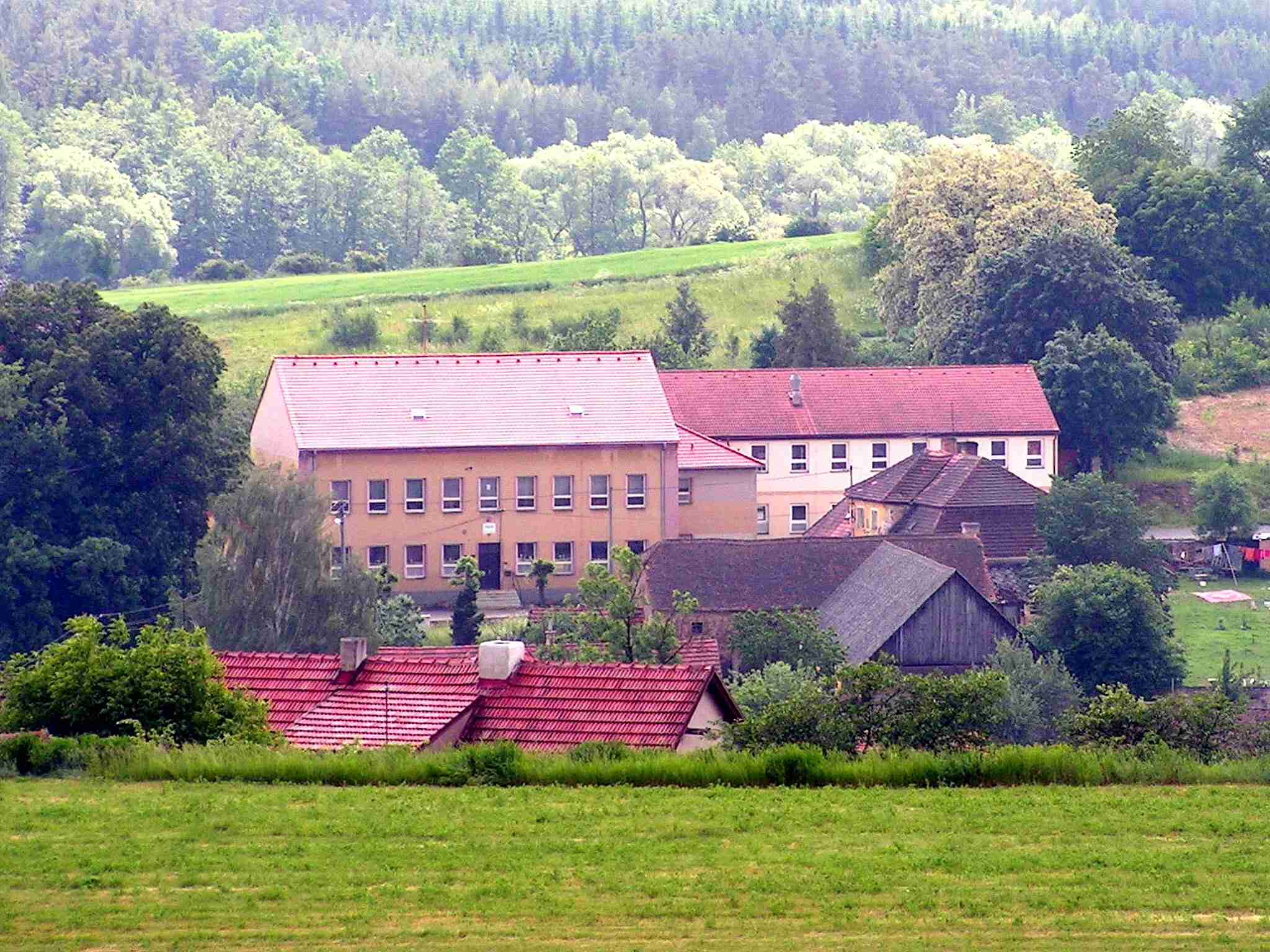
Škola

## Doprava

### Dopravní síť
Do obce vedou silnice III. třídy. Územím obce vede silnice II/118 Nové Dvory – Budyně nad Ohří – Slaný – Kladno – Beroun – Zdice – Příbram – Kamýk nad Vltavou – Krásná Hora nad Vltavou – Petrovice. Železniční trať ani stanice či zastávka na území obce nejsou.

### Autobusová doprava 2024
Autobusovou dopravu v obci Dolní Hbity zajišťuje společnost Arriva Střední Čechy. Obec je součástí Pražské integrované dopravy (PID). V obci se nachází zastávka Dolní Hbity. Mezi další zastávky spadající pod obec jsou Dolní Hbity, Brodce, Dolní Hbity, Horní Líšnice, rozc., Dolní Hbity, Jelence, Dolní Hbity, Káciň, Dolní Hbity, Káciň, Hřibče, Dolní Hbity, Kaliště, Dolní Hbity, Luhy, Dolní Hbity, Nepřejov, Dolní Hbity, Nepřejov, rozc., Dolní Hbity,Třtí, dolní a Dolní Hbity, Třtí, horní. Obec obsluhují čtyři autobusové linky: 420, 500, 510 a 530. Linka 420 jezdí z Prahy ze Smíchovského nádraží a pokračuje přes Dobříš, Kamýk nad Vltavou a Krásnou Horu nad Vltavou až do Milevska. Linka 500 propojuje Příbram s Milínem, Raděticemi, Jablonnou, Horními Hbity, Dolními Hbity, Solenicemi, Zduchovicemi, Kamýkem nad Vltavou, Řadovy, Krásnou Horou nad Vltavou a Petrovicemi. Linka 510 spojuje Příbram, Háje, Jablonnou, Horní Hbity, Dolní Hbity, Solenice a Smolotely. Linka 530 nabízí spojení mezi Příbramí, Dolními Hbity a Kamýkem nad Vltavou.

## Turistika
- Územím obce vedou turistické trasy  Horní Líšnice – Horní Hbity – Jelence – Višňová,  Obory – Luhy – Kaliště – Horní Líšnice a  Kalcovy jedle – Jelence – Luhy – Třtí – Kamýk nad Vltavou.
- Obcí vede cyklotrasa č. 8195 Příbram – Háje – Dolní Hbity – Kamýk nad Vltavou.

## Osobnosti
- Karel Vopička (1857–1935), českoamerický podnikatel a americký vyslanec na Balkáně[16], narodil se zde
- Antonín Máša (1935–2001), scenárista, režisér[17]

## Galerie

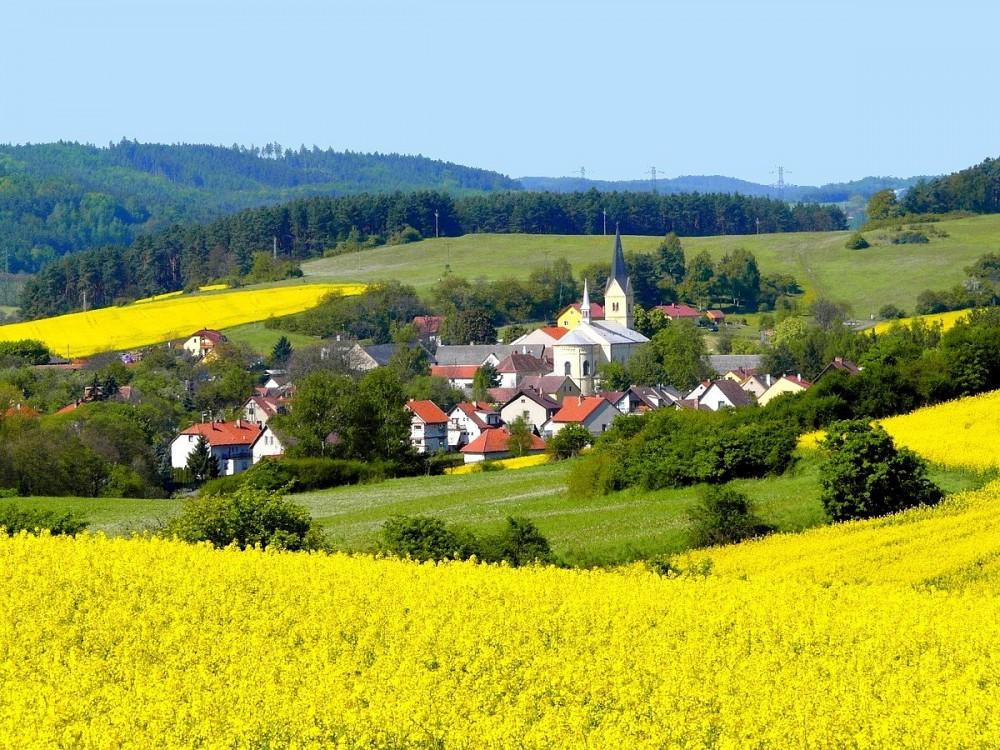
Pohled od východu
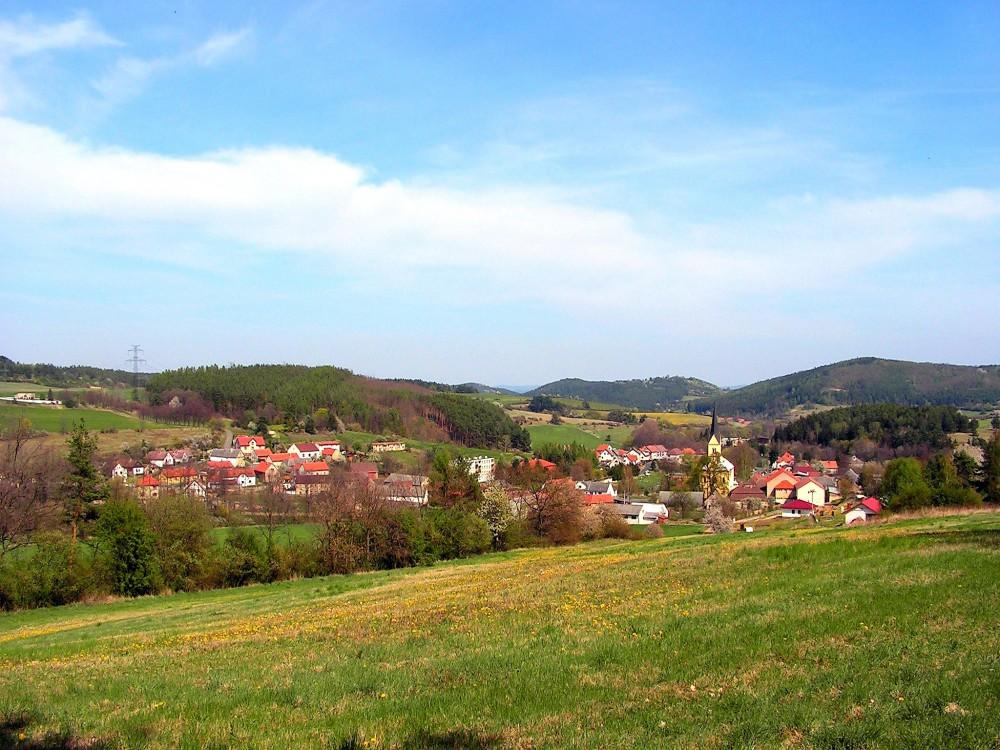
Pohled od západu
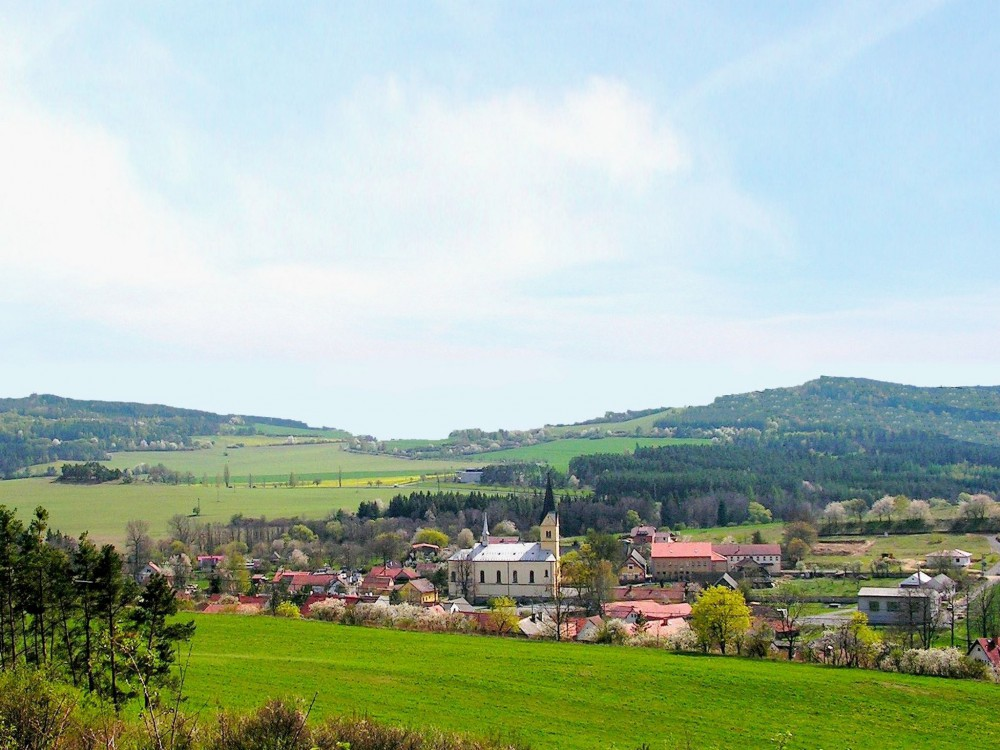
Pohled od severu
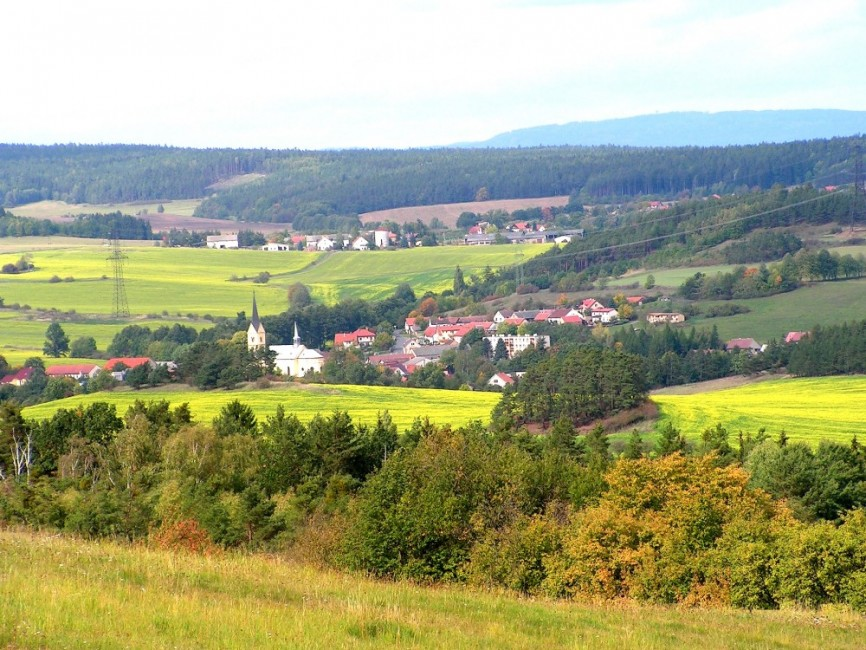
Pohled z Bukovce
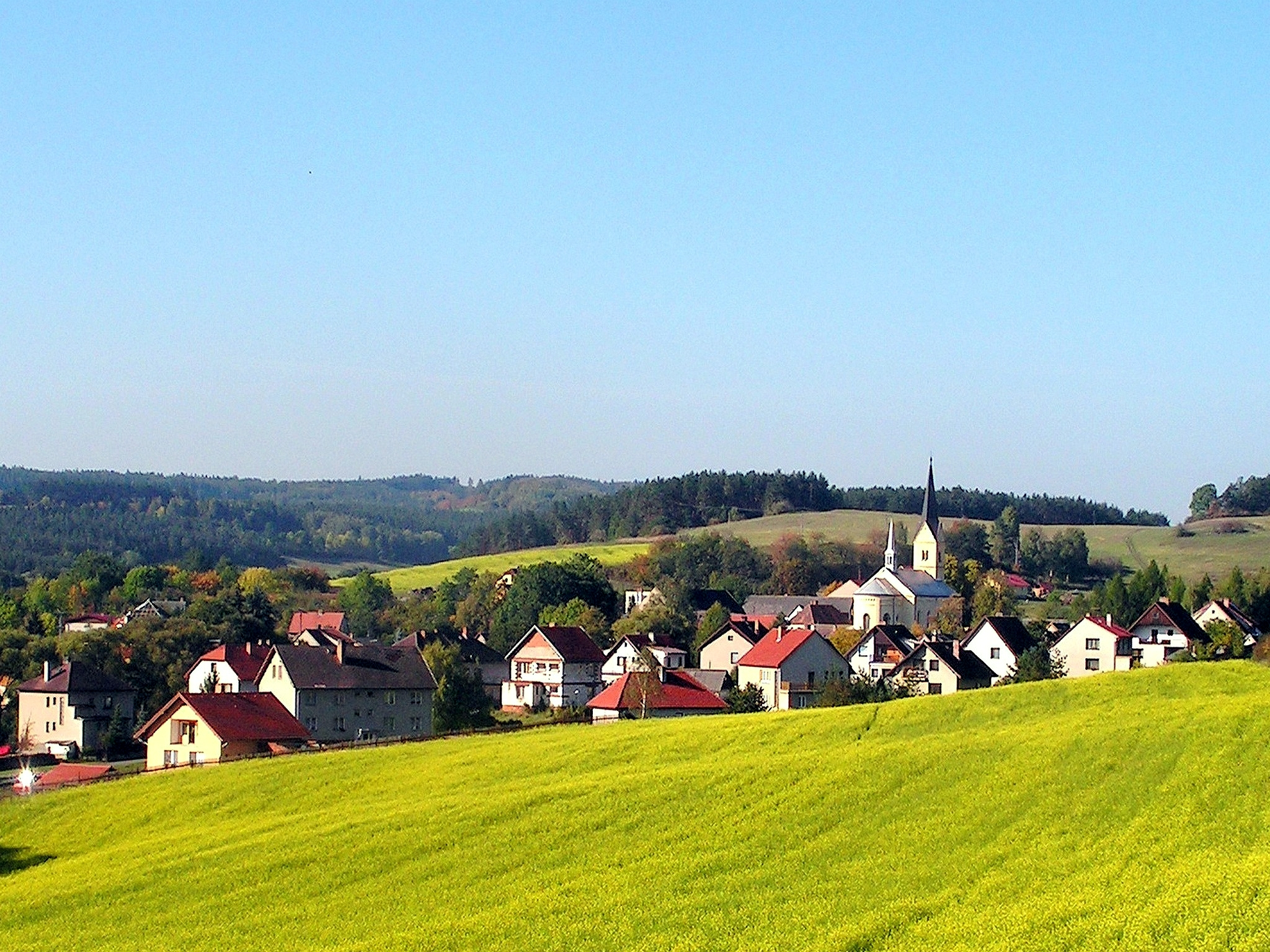
Pohled od Záduší
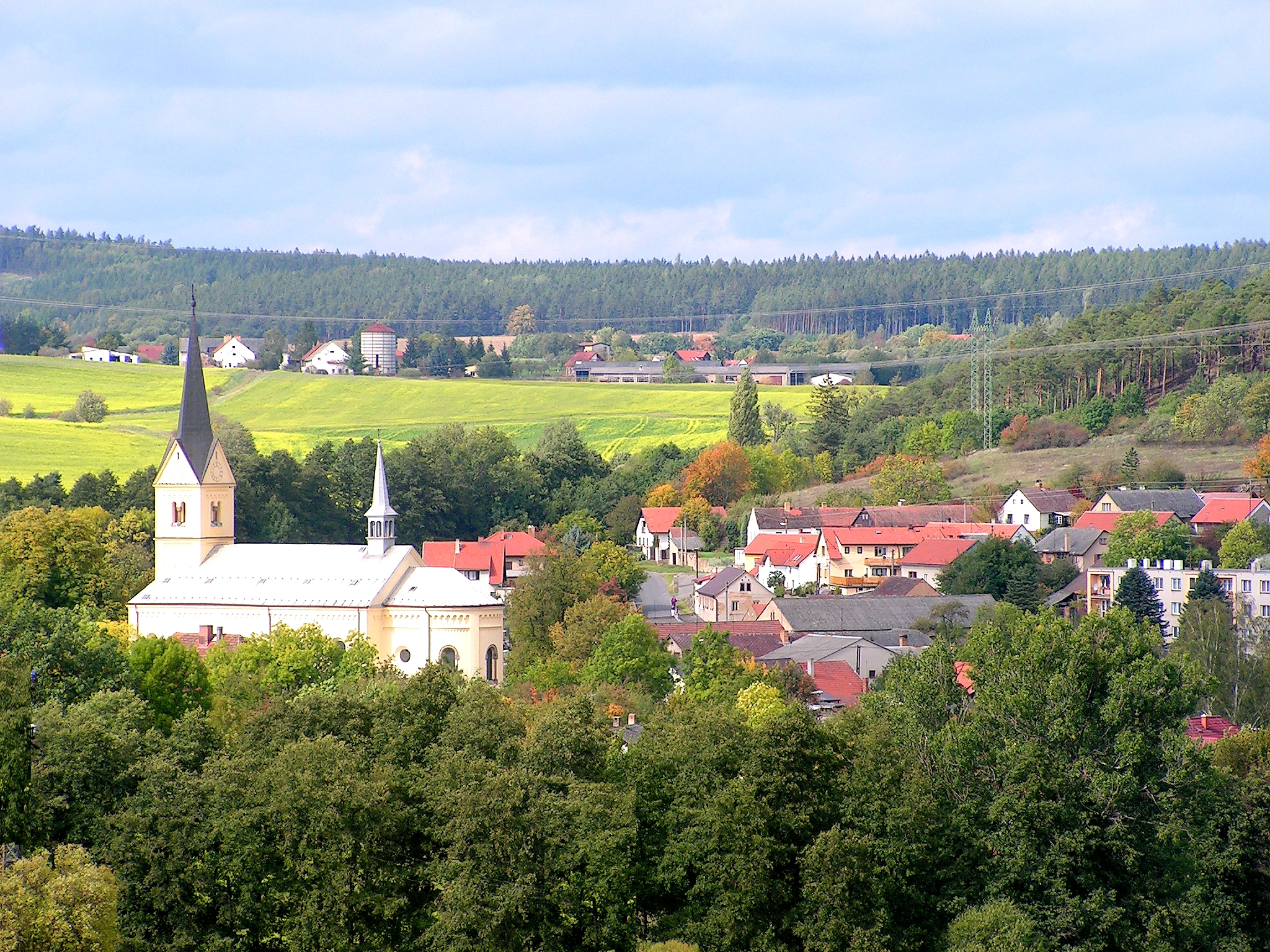
Pohled z Koukolek